# همایون صنعتی‌زاده
همایون صنعتی‌زاده کرمانی (زادهٔ ۱۳۰۴ تهران– درگذشتهٔ ۱۳۸۸) کارآفرین، نویسنده، مترجم، پژوهشگر ادیان باستان و ناشر ایرانی اهل کرمان بود.

## زندگی
همایون صنعتی‌زاده در سال ۱۳۰۴ در تهران به دنیا آمد. پدرش عبدالحسین صنعتی زاده، از اولین رمان نویسان ایرانی و پدربزرگش علی‌اکبر صنعتی‌زاده بود. مادرش قمرتاج دولت‌آبادی، کوچک‌ترین دختر میرزا هادی دولت‌آبادی و خواهر میرزا یحیی دولت‌آبادی و صدیقه دولت‌آبادی رئیس کانون بانوان و از پیشگامان جنبش زنان در ایران بود. کودکی خود را در کرمان، نزد پدربزرگ و مادر بزرگش گذراند. سپس برای طی دورهٔ دبیرستان به تهران آمد. همایون در دبیرستان البرز تهران مشغول به تحصیل شد و در همین مدرسه با ایرج افشار آشنا شد. اما هم‌زمان با شهریور ۱۳۲۰، ایران درگیر جنگ جهانی دوم بود، دبیرستان را ناتمام رها کرد و دوباره به کرمان بازگشت و در کار تجارت و اداره امور پرورشگاه به پدر کمک کرد. بعدها دیپلم خود را از اصفهان گرفت؛ ولی هرگز به دانشگاه نرفت و به‌رغم میل پدر و خانواده به جای دانشگاه راه بازار و تجارتخانه را برگزید. همسر وی شهین‌دخت سرلتی (صنعتی) می‌باشد. مادرش و همسرش اصفهانی بودند.
در طول دوره پهلوی او در انتقال بسیاری نهادهای وابسته به فرهنگ به ایران پیشرو بودند. ایشان همچنین زمانی مسئول برنامه سوادآموزی به بزرگ‌سالان -موسوم به کلاس‌های اکابر- بودند.
در سال ۱۳۴۱ او از سوی شاه مأمور به مذاکره با رهبران جبهه ملی برای مصالحه با شاه بود. او در مذاکرات با رهبران جبهه ملی پیام شاه مبنی اجازه شرکت در مجلس شورای ملی و داشتن تعداد محدودی از کرسی‌های مجلس و وزیر در کابینه به شرط عدم انتقاد از شاه و عدم صحبت در مورد دکتر مصدق را بیان کرد.
از دو سه سال قبل از انقلاب، او معتقد بود که کار حکومت تمام است. خود را از مشاغل دولتی کنار کشیده بود و در لاله زار کرمان، در ملک پدری اش، به کشت گل مشغول شده بود. شعر می‌گفت و گل می‌کاشت و گلاب می‌گرفت. در زندگی او همواره بیش از هر چیز به دو کار مشغول بود، کشاورزی و تحقیق در احوال ایران باستان. اما
صنعتی‌زاده بعد از انقلاب مدتی را در زندان سپری کرد. او در سال‌های آخر به تحقیق در متن‌های مربوط به گاه‌شماری و نجوم و آیین‌های ایران باستان روآورده بود.
با شروع جنگ ایران و عراق، صنعتی زاده به اتفاق جمعی از بچه‌های پرورشگاه به جبهه رفت. وی در ثامن‌الائمه حضور داشت.

## فعالیت‌ها
او بنیان‌گذار چند مؤسسه فرهنگی و اقتصادی در ایران است. مؤسسه انتشارات فرانکلین، شرکت سهامی افست، چاپخانه ۲۵ شهریور، سازمان کتاب‌های جیبی، کاغذسازی پارس، کشت مروارید کیش و گلاب زهرا از شرکت‌ها و موسساتی است که او در برپایی آن‌ها نقش مؤثر داشته‌است. او همچنین بنیان‌گذار شهرک خزرشهر است.
وی اولین فردی است که کشاورزی ارگانیک را به صورت کاربردی در ایران پایه‌ریزی نمود.

### مؤسسه انتشارات فرانکلین
در سال ۱۳۳۴ او نمایندگی بنگاه فرانکلین نیویورک را به گفته خودش پس از دیدن کتاب‌های این مؤسسه و علاقه‌مند شدن به آن پذیرفت. بنگاه فرانکلین ایران به ترجمه و انتشار آثار آمریکایی و اروپایی روی آورد و پس از اندکی کارش گرفت و تبدیل به مهم‌ترین سازمان نشر ایران شد. او در سال ۱۳۳۷ کتاب‌های درسی افغانستان را چاپ کرد. همایون صنعتی‌زاده در مؤسسه فرانکلین برای اولین بار در صنعت نشر ایران حق کپی رایت بین‌المللی را رعایت می‌کرد؛ برای چاپ ترجمه کتاب‌هایی که انجام می‌داد با ناشر اصلی تماس می‌گرفت و با پرداخت مبلغ کمی به عنوان کپی رایت حق ترجمه آن کتاب را در ایران به دست می‌آورد. او در این انتشارات دائرةالمعارف فارسی، نخستین دانشنامهٔ فارسی را به سبک جدید منتشر کرد.

### سازمان کتاب‌های جیبی
سازمان کتاب‌های جیبی مؤسسهٔ انتشاراتی ایرانی بود که هدف آن انتشار کتاب در قطع جیبی و بعدها در قطع پالتویی و با قیمت اندک بود. از مهم‌ترین کتاب‌های منتشرشده توسط این انتشارات مجموعهٔ ده جلدی تاریخ ایران باستان و مجموعهٔ سه‌جلدی سیر حکمت در اروپا است.
همایون صنعتی‌زاده، مدیر انتشارات فرانکلین، در سال‌های پایانی دههٔ ۱۳۳۰ به فکر افتاد که سازمان کتاب‌های جیبی را تأسیس کند. این مؤسسه به‌عنوان بخشی از انتشارات فرانکلین راه‌اندازی شد.

### چاپ کتاب‌های درسی
چاپ کتاب‌های درسی افغانستان سبب شد فرانکلین قوت و قدرت بیشتری بگیرد. این کار موجب شلوغ شدن چاپخانه‌ها و شکایت آموزش و پرورش شد. در آن زمان کتاب‌های مدرسه در سراسر ایران شکل واحدی نداشت و در شهرهای مختلف، بنا به سلیقهٔ دبیران از تألیفات متعدد استفاده می‌شد. صنعتی می‌گوید که به کتاب‌های درسی ایران هم پرداخته و آن را سازمان داده: «وضع کتاب‌های درسی ایران خیلی خراب بود. شاه در هیئت دولت کتاب‌های تاریخ و جغرافی را پرت کرده بود و گفته بود این مزخرفات چیست؟ وزیر فرهنگ گفته بود ما مشکل چاپ داریم. صنعتی همهٔ چاپخانه‌ها را گرفته دارد برای افغانستان کتاب چاپ می‌کند. واقعاً چاپخانه‌ها پر بود. ما هم پول زیادی داشتیم. به فرانکلین گفتیم کمک کند یک چاپخانه تأسیس کنیم. گفتند بکن. من هم ناشران را جمع کردم و از کسانی مانند سید حسن تقی‌زاده کمک گرفتم. تقی‌زاده که از ایام جوانی به چاپ علاقه‌مند بود، شد رئیس هیئت مدیرهٔ افست. من هم شدم مدیر عامل. سهام افست را هم دادیم به ناشرینی که برای فرانکلین کتاب چاپ می‌کردند. سازمان شاهنشاهی خدمات اجتماعی هم سهم عمده‌ای برداشت». به این ترتیب فرانکلین بدل به سازمانی شد که درآمد فراوانی داشت.
چاپخانه افست، نخست در خیابان قوام السلطنه در مکانی کوچک پا گرفت. اما با مدیریت صنعتی به سرعت رشد کرد و در خیابان گوته زمین بزرگ و ساختمان‌های متعددی را به اجاره گرفت و مؤسسهٔ بزرگی شد که در خاورمیانه نظیر نداشت و شاید هنوز هم نظیر نداشته باشد. این چاپخانه هنوز هم کتاب‌های درسی ایران را چاپ می‌کند و بیشترین بار چاپ ایران به عهدهٔ آن است.

### کاغذسازی پارس هفت تپه
چون او برای چاپخانه نیاز به کاغذ داشت و کاغذهای وارداتی پاسخگوی نیازهای کشور نبود، او تصمیم به تأسیس کارخانه کاغذسازی افتاد. او با استفاده از باگاس، تفاله نیشکر، بزرگ‌ترین کارخانهٔ کاغذسازی ایران، کاغذسازی پارس در نیشکر هفت تپه را تأسیس کرد.
به کمک سازمان شاهنشاهی خدمات اجتماعی که طرف حساب صنعتی در قرارداد کتاب‌های درسی بود و نیز بانک توسعه صنعت و معدن، نخست چاپخانهٔ افست و سپس کاغذسازی پارس بنیاد شد. اما صنعتی‌زاده که بنیان‌گذار و مدیر عامل هر دو سازمان بود، در این سازمان‌ها دوام چندانی نکرد. در کاغذسازی پارس با مقامات بانک توسعهٔ صنعت و معدن که ظاهراً هوای شرکت انگلیسی «رید» را می‌داشتند، برخورد پیدا کرد و در چاپخانهٔ افست با مسائل دیگری که سبب جدا شدن از آن شد. در این زمان انتشارات فرانکلین را هم رها کرده بود.

### کشت مروارید
داستان کشت مروارید در جزیرهٔ کیش هم از «فضولی‌های بیش از حد» او ناشی شد. همان که گفتم ذهنش او را به دنبال خود می‌کشاند. یک بار عازم بندرعباس بود، طیاره در حوالی بندر لنگه نقص فنی پیدا کرد و در آن شهر فرود آمد. از بالا بندر لنگه شهری عظیم به نظر می‌رسید. وقتی وارد شد، شهری دید با باغ‌های بزرگ و خانه‌های قشنگ و خیابان‌های عالی که پرنده در آن پر نمی‌زند؛ شهر ارواح.
«اگر بخواهم همه چیز را تعریف کنم این قصه از قصه سندباد بحری هم مفصل‌تر می‌شود. بندر لنگه تا سال ۱۹۲۱ مرکز صنعت مروارید بود. صنعت مروارید خلیج فارس در زمان خود از صنعت نفت مهم‌تر بود. ۱۲۰ هزار نفر در این صنعت کار می‌کردند. اما این صنعت یک‌شبه از بین رفت. می‌دانید چرا؟ ژاپنی‌ها مروارید مصنوعی درست کردند. البته نه مصنوعی. اول باید بدانید که مروارید چیست. حیوانی است نرم‌تن به نام صدف، اگر ریگی وارد بدنش شود اذیتش می‌کند. مثل ریگی که به چشم آدم برود. البته برای آن حیوان صد برابر بدتر است. ناچار از خود دفاع می‌کند. دفاعش این است که به دور این ریگ غشایی می‌تند و آن را ایزوله می‌کند. این می‌شود مروارید. حیوان را می‌کشند و مروارید را درمی‌آورند. رفتن ریگ در بدن صدف در طبیعت به‌طور تصادفی رخ می‌دهد. ژاپنی‌ها گفتند این چه کاری است که منتظر شویم برحسب اتفاق رخ دهد. ما می‌رویم این حیوان را می‌گیریم و دانهٔ شن را می‌ریزیم در بدنش. این کار را کردند و مروارید تولیدی آن‌ها به مروارید مصنوعی مشهور شد».
چنین شد که سر از جزیره کیش درآورد. قسمتی از جزیره را خرید و مشغول کشت مروارید شد اما چندی بعد کیش را برای کارهای دیگری در نظر گرفتند و کشت مروارید صنعتی موقوف شد.

### گلاب زهرا

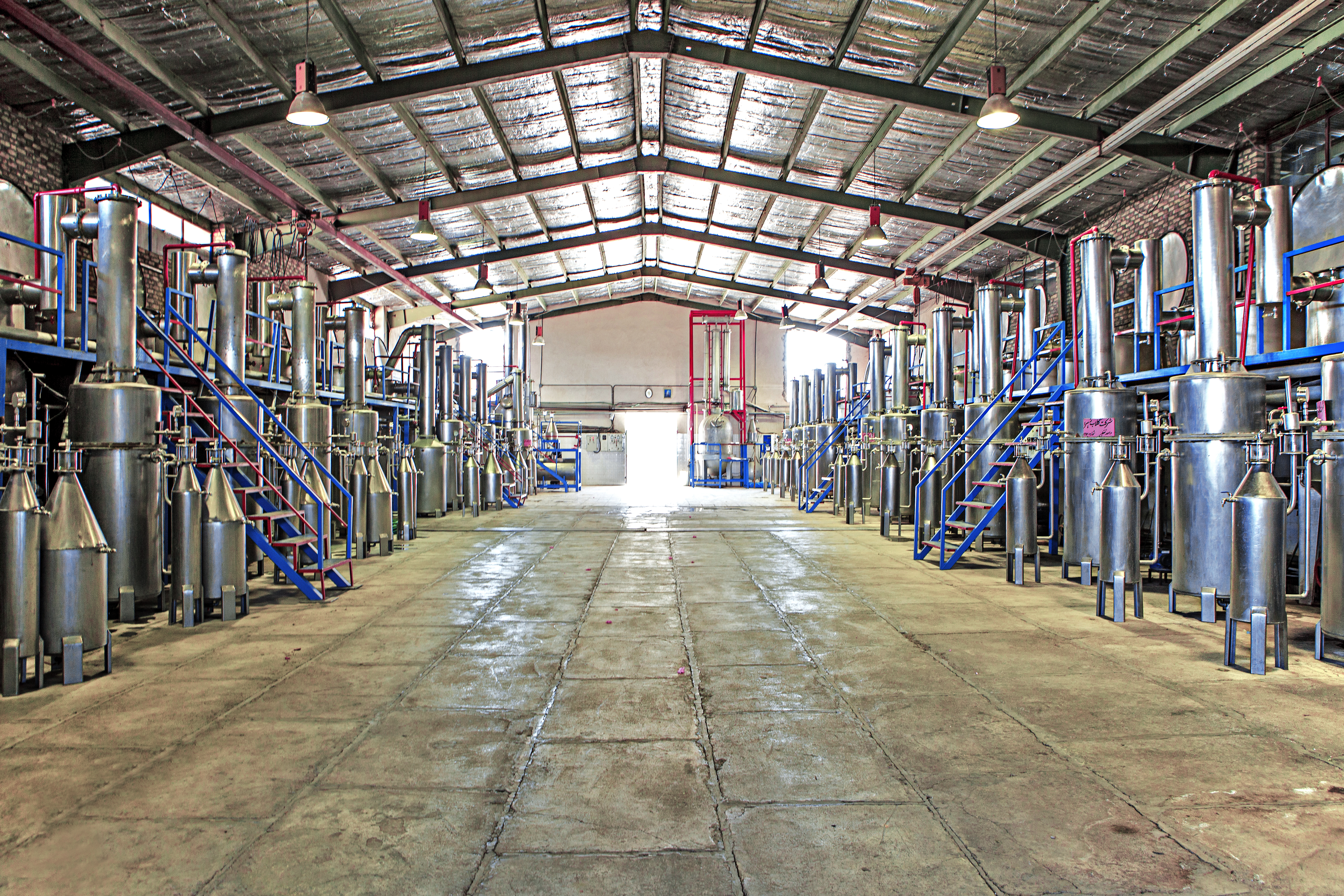
سالن تقطیر شرکت گلاب زهرا، مجهزترین و بزرگ‌ترین واحد تولید عرقیات گیاهی در ایران

یکی دو سال قبل از انقلاب، همایون به کرمان کوچ کرده بود و در ملک پدریش در لاله‌زار کرمان مشغول کاشتن گل محمدی و دائر کردن دستگاه‌های گلاب‌گیری شده بود. از آن روز تا امروز کشت گل و کار گلاب‌گیری توسعه بسیار یافته‌است. گلاب زهرا نام کارخانه تولید گلاب و روغن گل است که در کرمان توسط همایون صنعتی‌زاده و همسرش شهین‌دخت سرلتی (صنعتی) در سال ۱۳۵۸ خورشیدی تأسیس شد. این کارخانه اولین واحد تولیدی است که موفق به دریافت گواهینامه ارگانیک در تولید گلاب و روغن گًل شده‌است. گلاب زهرا بزرگ‌ترین صادرکننده گلاب و روغن گل در ایران می‌باشد و محصولات آن در اروپا و سایر دنیا به فروش می‌رسد. همه ساله برای تمدید گواهینامه ارگانیک (کشاورزی آلی) مزارع و کارخانجات این واحد تولیدی توسط کارشناسان انجمن خاک انگلستان Soil Association بازرسی می‌شود عمده مشتریان روغن گًل این کارخانه لابراتوارهای تولید لوازم بهداشتی آرایشی در اتحادیه اروپا هستند.
هم‌اکنون کارخانهٔ گلاب زهرا یکی از بزرگ‌ترین و پیشرفته‌ترین واحدهای صنعتی دنیا در زمینه تولید عرقیات گیاهی و اسانس به‌شمار می‌رود و در سال ۱۳۸۲ به عنوان واحد نمونه کشوری معرفی شد.
در حال حاضر شرکت گلاب زهرا بیش از بیست گونه محصول مختلف شامل عصاره‌ها و عرقیات گوناگون گیاهی، به چای، نمک‌های معطر تولید می‌کند و یکی از صادرکنندگان عمده گلاب و روغن گل محمدی در جهان می‌باشد.
شرکت از نظر بازرگانی وابسته به بنیاد فرهنگی و تربیتی صنعتی (مجموعه پرورشگاه صنعتی) می‌باشد که یک خیریه مربوط به ارتقاء توسعه فرهنگی و اجتماعی است. بنیاد پروژه‌های اجتماعی بسیاری در استان کرمان، شامل پرورشگاه پسران (معروف به پرورشگاه صنعتی) و خانه‌های متعدد برای کودکان معلول در شهر کرمان همچنین پرورشگاه دختران در شهر بم را پشتیبانی می‌نماید.

## آثار چاپی
ترجمه‌ها:
1. تاریخ کیش زرتشت، مری بویس و فراتنر گرنر، سه جلد، انتشارات توس
2. چکیدهٔ تاریخ کیش زرتشت، مری بویس، انتشارات صفی علیشاه
3. جغرافیای تاریخی ایران، ویلهلم بارتولد، انتشار موقوفات دکتر محمود افشار
4. جغرافیای استرابو، سرزمین زیر فرمان هخامنشیان، انتشار موقوفات دکتر محمود افشار
5. تاریخ سومر، ادوارد وولی، نشر گستره
6. ایران در شرق باستان، ارنست هرتسفلد، انتشار پژوهشگاه علوم انسانی و مطالعات فرهنگی
7. علم در ایران باستان، مجموعهٔ مقالات، نشر قطره
8. تاریخ هند، دو جلد، رومیلا تاپار و پرسیوال اسپیر، نشر ادیان
9. تأثیر علم بر اندیشه (رابطهٔ علم و دین)، ریچارد فاینمن، نشر مهر امیرالمؤمنین
10. جغرافیای اداری هخامنشی، آرنولد توین بی، انتشار موقوفات دکتر محمود افشار
11. جغرافیای تاریخی ایران پیش از اسلام، انتشار موقوفات دکتر محمود افشار، زیر چاپ
12. شیراز در روزگار حافظ، جان لیمبرت، انتشارات بنیاد فرهنگی دانشنامه فارس
13. گاه‌شماری زرتشتی، انتشارات دانشگاه کرمان
14. بیست و سه قصه، تولستوی، نشر قطره
15. پیدایش دانش نجوم /بارتل. ل واندروردن، همایون صنعتی زاده

دیگر آثار:
1. گنجینه لغات مثنوی، انتشارات فرهنگ معاصر، زیر چاپ
2. قالی عمر، شعر

۱۹- شور گل، شعر

۲۰ - مقاله‌ای به انگلیسی دربارهٔ تولید و پخش کتاب در آسیا که در ماه مه ۱۹۶۶در کنفرانس یونسکو، در شهر توکیو، ارائه شد. متن آن در این نشانی در دسترس است.
۲۱-;پیدایش دانش نجوم

## ویژگی‌های فردی و شخصیتی
سید محمود دعایی در مورد وی می‌گوید: «بنیانی که صنعتی‌زاده به جا گذاشت، به دلیل عشق او به وطن و علاقه برای پیشرفت و تعالی فرهنگ بود.»
قاسم سلیمانی فرمانده وقت لشکر ۴۱ ثارالله: من دو بار به گردان‌هایی که به آبادان رفته بودند سرکشی کردم… آقای همایون صنعتی را هم دیدم که کتاب هور را به من داد. یک کتاب به زبان انگلیسی بود که در مورد هور اطلاعاتی داشت… من کتاب را به آقای غلامعلی رشید دادم که خیلی به کار آمد. آن موقع ما با هور غریب بودیم.
شهرداری منطقه ۳ تهران به پاس خدمات همایون صنعتی زاده خیابانی را به نام انتشارات علمی و فرهنگی نامگذاری کرد.

## مرگ
صنعتی زاده در روز چهارشنبه، ۴ شهریور ۱۳۸۸ پس از یک دوره بیماری در کرمان درگذشت. او هنگام مرگ ۸۴ سال داشت.

## نگارخانه

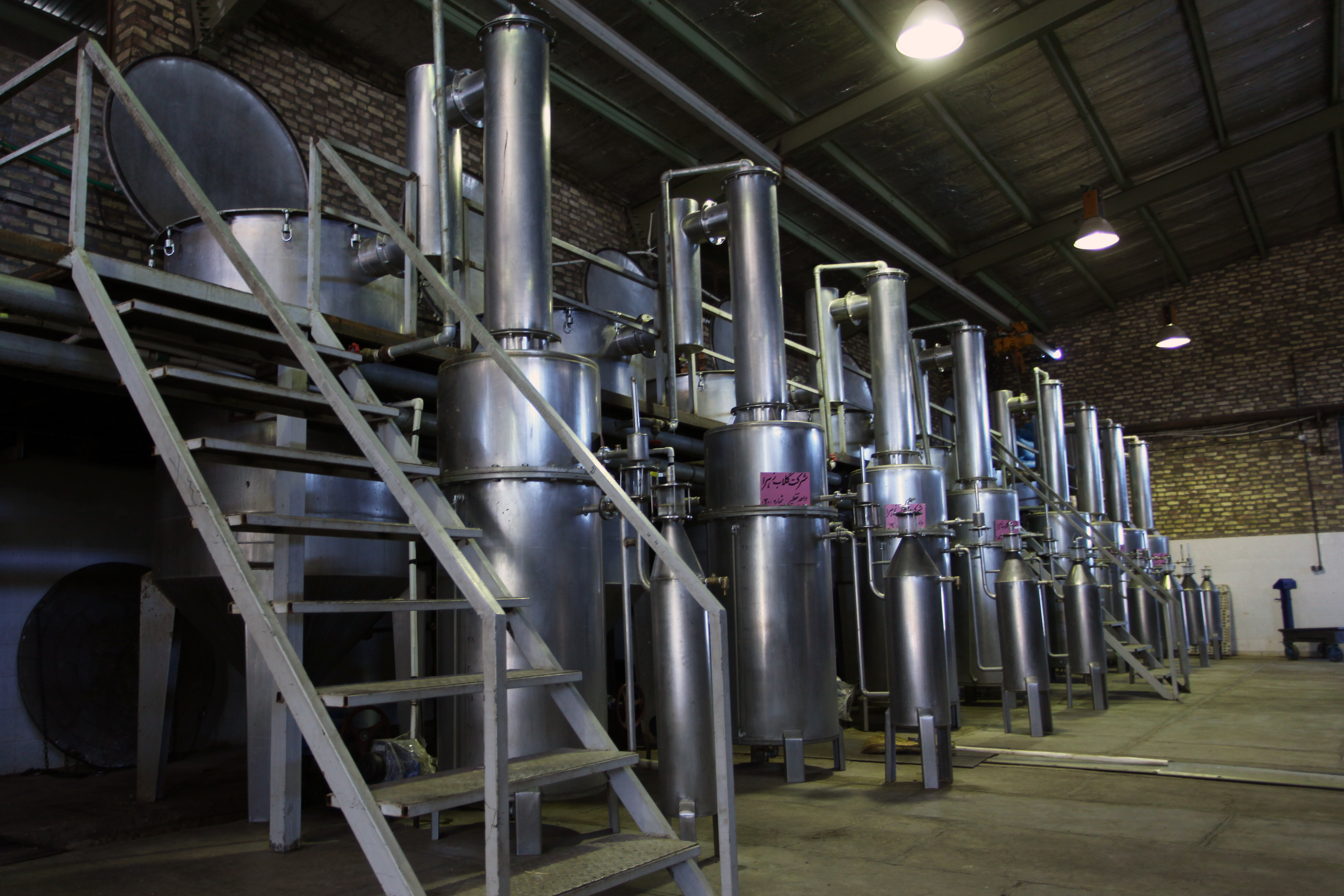
سالن تقطیر شرکت گلاب زهرا
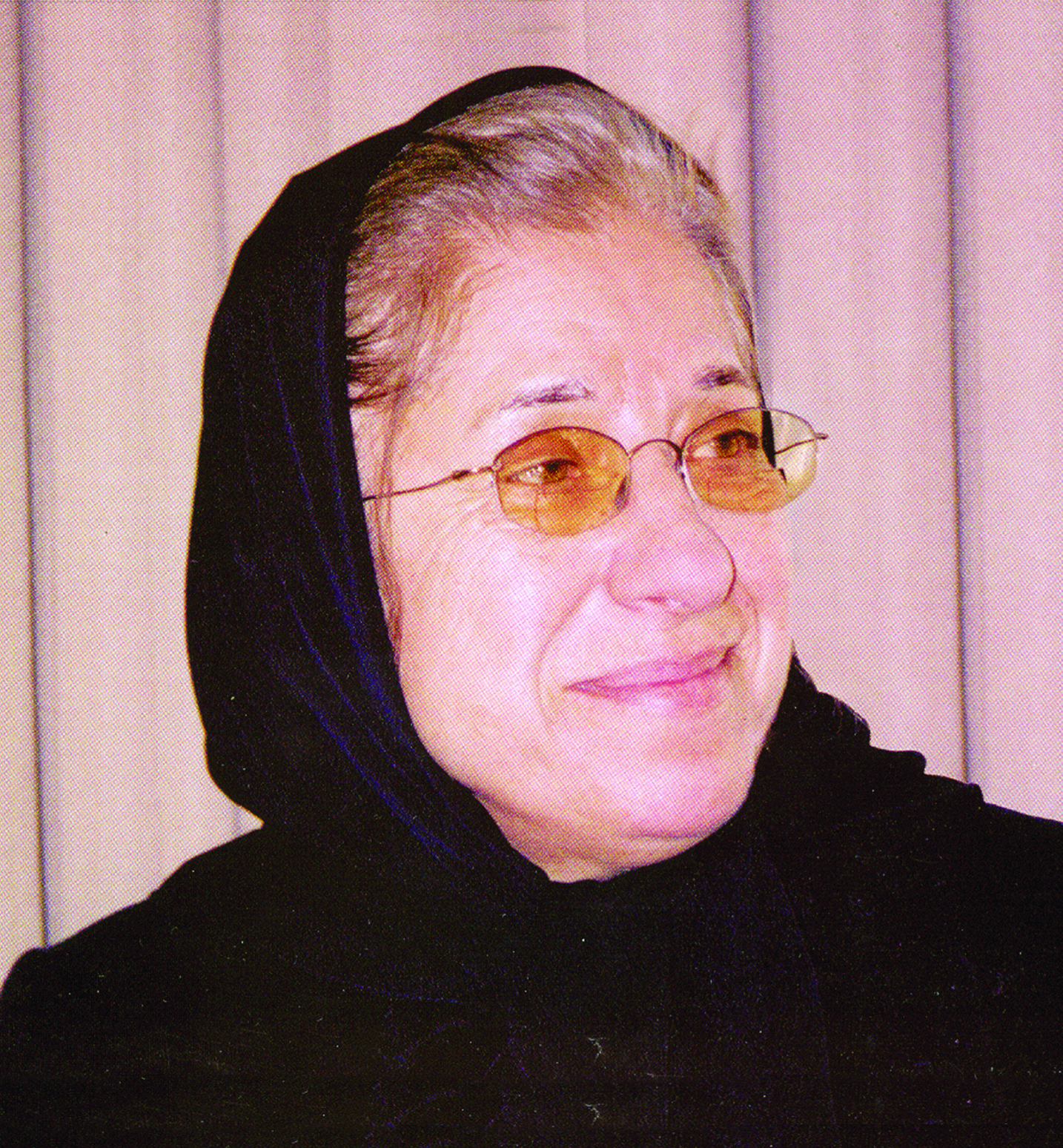
شهین‌دخت سرلتی(صنعتی) همسر همایون صنعتی زاده
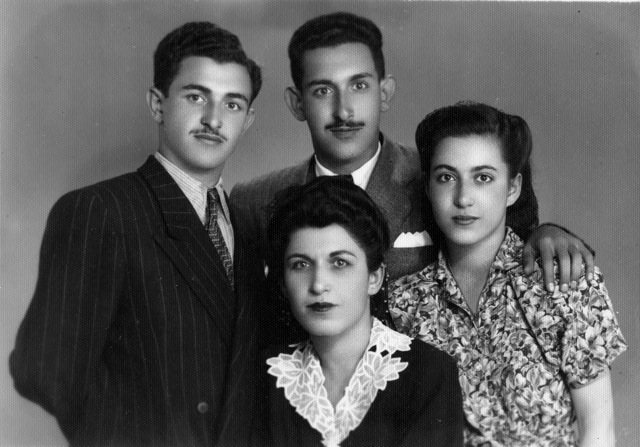
همایون صنعتی زاده در کنار برادر و خواهران
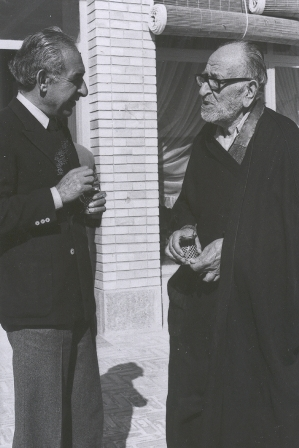
شیخ ابوالقاسم هرندی و همایون صنعتی زاده در اواخر دههٔ چهل
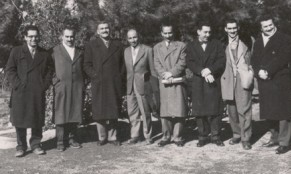
پاییز ۱۳۳۵ - از راست: زمان زمانی، ایرج افشار، همایون صنعتی زاده، مصطفی مقربی، حسین فروتن، منوچهر ستوده، احمد خردیار و نادر افشار
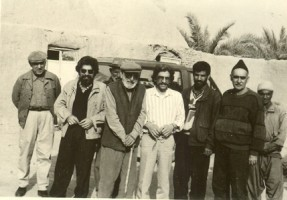
بهار ۱۳۶۶ـ لاله زار کرمان ـ از راست: ایرج افشار، همایون صنعتی زاده، احمد اقتداری و …